# Юхнов
Юхнов (на руски: Юхнов) е град в Русия, административен център на Юхновски район, Калужка област. Населението на града към 1 януари 2018 е 5985 души.

## Население
| Година | Население |
| ------ | --------- |
| 1993   | 6000      |
| 2002   | 7700      |
| 2008   | 7000      |
| 2010   | 6659      |
| 2018   | 5985      |